# Pohár dobročinnosti 1910
Pohár dobročinnosti 1910 byl celkově 5. ročníkem tohoto poháru. Vítězem se stala SK Slavia Praha, která ve finále porazila SK Smíchov poměrem 5:2.

## Zápasy

### 1. kvalifikační kolo
- AFK Kolín 5:3 SK Bubeneč
- SK Praha VII 9:1 SK Čechie Smíchov
- SK Čechie Karlín 13:1 AFK Albertov
- SK Meteor Vinohrady – volno

### 2. kvalifikační kolo
- AFK Kolín 3:1 SK Meteor Vinohrady
- SK Praha VII 3:1 SK Čechie Karlín

### 3. kvalifikační kolo
- AFK Kolín 4:2 SK Praha VII

pozn. SK Slavia Praha, SK Smíchov a SK Sparta Praha se kvalifikovaly přímo do semifinále.

### Semifinále
- SK Slavia Praha 5:1 AC Sparta Praha
- AFK Kolín 3:6 SK Smíchov

### Finále
| 22. května 1910 |     |            |  |
| SK Slavia Praha | 5:2 | SK Smíchov |  |
|                 |     |            |  |